# Cabernet sauvignon

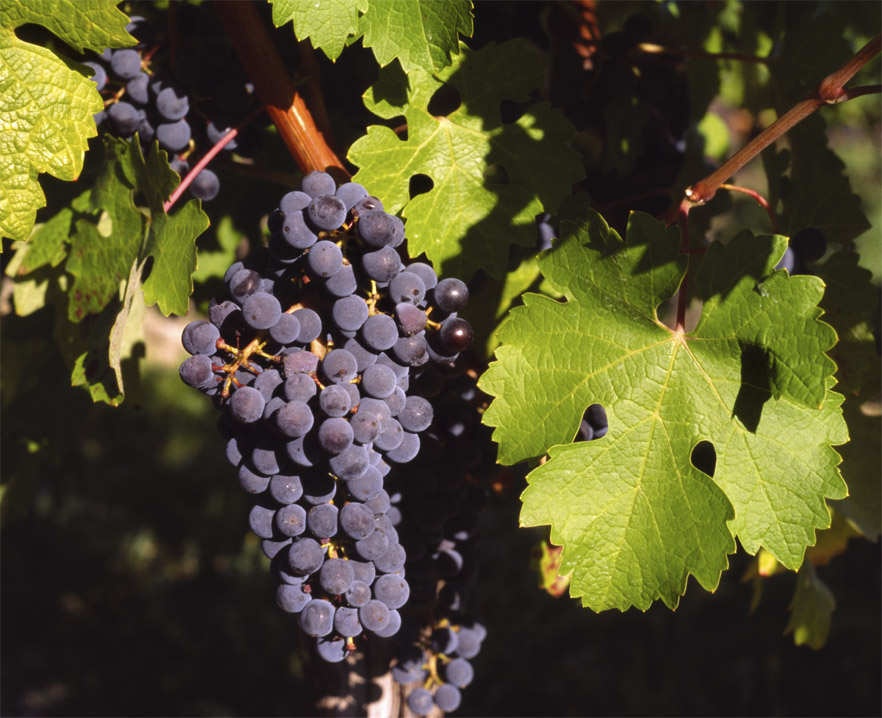
Racimo de uvas de la variedad cabernet sauvignon.

La cabernet sauvignon es una de las uvas tintas más conocidas del mundo. Crece en casi todas las grandes zonas vitícolas, en un diverso espectro de climas, desde el valle del Okanagan (Canadá) al valle de la Becá (Líbano). La cabernet sauvignon se hizo famosa por su presencia en el vino de Burdeos, donde es mezclada a menudo con la merlot y con la cabernet franc. Desde Francia, la uva se ha extendido por Europa y por el Nuevo Mundo instalándose en las montañas Santa Cruz de California, el valle de Napa, la bahía Hawkes de Nueva Zelanda, el río Margaret y la región de Coonawarra de Australia, en las provincias argentinas de Mendoza, Salta y San Juan,  y los valles chilenos del Maipo y de Colchagua. Durante buena parte del siglo XX, fue la uva tinta de vino premium más plantada del mundo, hasta que fue adelantada por la merlot en los años 1990.
A pesar de su prominencia en la industria, es una variedad relativamente nueva, producto de un cruce entre la cabernet franc y la sauvignon blanc durante el siglo XVII en el suroeste de Francia. Su popularidad se atribuye a menudo a su fácil cultivo (la uva tiene una piel gruesa y las vides son naturalmente de bajo rendimiento, brotan tarde y tienen resistencia a la pudrición y a los insectos) y a la consistencia y sabores que expresan el carácter de la variedad. Su familiaridad y su fácil pronunciación han ayudado a los consumidores de cabernet sauvignon, incluso en regiones donde el vino no era muy común. Su popularidad y su expansión han contribuido a que la uva sea criticada y llamada "colonizadora", por conseguir su espacio a expensas de las variedades locales.
El perfil clásico que otorga tiende a ser el de vinos con buen cuerpo, muchos taninos y una acidez apreciable que contribuye a su potencial de envejecimiento. En los climas más fríos, la cabernet sauvignon tiende a producir vinos con notas a pimiento verde, menta y cedro, que se hacen más pronunciadas a medida que el vino envejece. En los climas más moderados, se aprecian notas a grosella negra con cerezas negras y a aceitunas negras. En climas muy calurosos los sabores obtenidos de los climas moderados pueden hacerse más maduros y "amermelados".
En algunas partes de Australia, sobre todo en la región de Coonawarra, los vinos de cabernet sauvignon tienden a tener notas características a eucalipto o menta.

## Historia y orígenes
Durante muchos años, los orígenes de la cabernet sauvignon no estaban esclarecidos y han surgido muchos mitos y conjeturas. La palabra sauvignon puede derivar del francés sauvage, que significa salvaje, y puede hacer referencia a que se trata de una vid salvaje nativa de Francia. 
Hasta hace poco se rumoreaba que la uva tenía orígenes antiguos y que quizás había sido la uva biturica usada para hacer el antiguo vino romano al que hizo referencia Plinio el Viejo. Esta creencia estaba muy extendida en el siglo XVIII, cuando la uva también era conocida con los sinónimos petite vidure o bidure, que pudieran ser derivaciones de biturica. También se creía que la palabra vidure era una referencia a la dura madera de la vid, ya que en francés "vid dura" es vigne dure, lo que sugiere una posible relación con la carménère, que ha sido conocida también como grand vidure.
Otra teoría sostiene que la uva se originó en la región española de la Rioja.
No se sabe con certeza cuándo el nombre de cabernet sauvignon se hizo más común que el de petite vidure, pero los registros indican que la uva era popular en las plantaciones de la región de Médoc, en Burdeos, en el siglo XVIII. Los primeros lugares donde creció la variedad, y de donde se cree que se extendió el cultivo a otros lugares, fueron Château Mouton y Château d'Armailhac, en Pauillac.
Los verdaderos orígenes de esta vid se descubrieron en 1996 con el uso de los perfiles de ADN en el Departamento de Viticultura y Enología la Universidad de California en Davis, con un equipo liderado por Carole Meredith. La evidencia del ADN determinó que la cabernet sauvignon era descendiente de la cabernet franc y de la sauvignon blanc, y que lo más probable es que ese cruce ocurriera en el siglo XVII. Antes de este descubrimiento, sus orígenes habían sido sospechados por la similitud de los nombres de las variedades y por el hecho de que la cabernet sauvignon comparte aromas parecidos con ambas uvas, como los de grosella negra y caja de lápices de la cabernet franc y los herbáceos de la sauvignon blanc.

### Descendientes y cabernet blanco
Aunque no tiene tantas mutaciones como la pinot noir, por no haber sido usada ampliamente para la producción de descendientes, la cabernet sauvignon ha estado relacionada con otras variedades de uvas. En 1961, un cruce entre la cabernet sauvignon y la garnacha produjo la uva de vino francesa marselan. La cygne blanc es una vid de uvas blancas de esquejes de cabernet sauvignon que fue descubierta en 1989 en un jardín en el valle Swan, en el oeste de Australia. La cabernet blanc es un cruce entre la cabernet sauvignon y una variedad de uva híbrida desconocida que fue descubierta en Suiza a finales del siglo XX.
En 1997 se encontró una vid productora de uvas de "bronce" en los viñedos de Cleggett Wines de Australia. Ellos propagaron esta mutación, registrada bajo el nombre de malian, y vendieron vinos tintos claros bajo ese nombre.
En 1991, empezaron a producir uvas blancas de una de las vides cabernet de bronce. Clegget registró esta "cabernet blanca" bajo el nombre de shalistin.
Comparada con su madre cabernet, la malian parece carecer de antocianinas en las células subepidérmicas y parece que las mantiene en la epidermis, mientras que shalistin no tiene antocianinas en ninguna de sus capas. El equipo que llegó a descubrir los genes VvmybA1 y VvMYBA2, que controlan el color de la uva, ha sugerido que un gen involucrado en la producción de antocianinas se ha suprimido en las subepidermis de células subepidérmicas malienses, y luego ha invadido la epidermis para producir la shalistin.
Durante una serie de intentos entre 1924 y 1930, el plen de la cabernet sauvignon fue usado para fertilizar la vid glera (la uva de vino blanco usada para hacer el vino espumoso prosecco) para crear la uva tinta italiana Incrocio Manzoni 2.15.
En 1983, la cabernet sauvignon fue cruzada con la uva blanca de vino alemana bronner para crear la uva blanca de vino suivignier gris.

## Viticultura

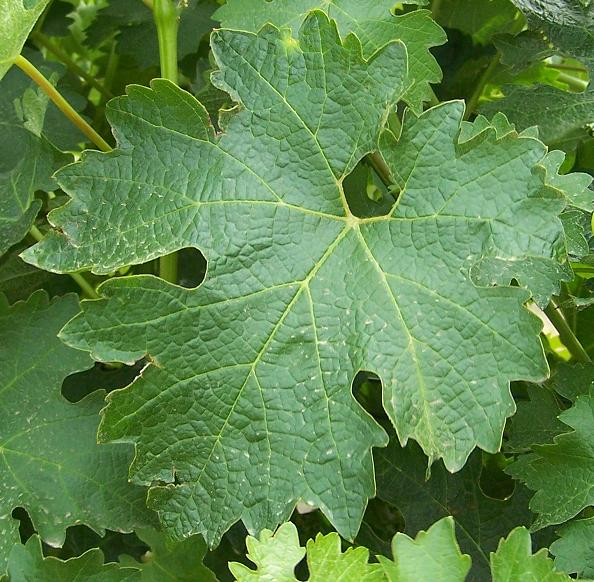
Hoja de cabernet sauvignon. En los climas más fríos, las vides gastan más energía en producir foliage que en producir uvas, ya que lo necesitan para capturar la luz del sol para la fotosíntesis. Esto hace que la gestión del foliage y las podas intensas sean importantes para los productores.

Aunque la cabernet sauvignon puede crecer en una gran variedad de climas, su idoneidad para vinos varietales o como componente de mezcla está fuertemente influenciada por la calidez del clima. La vid es una de las últimas uvas importantes que brotan y maduran (normalmente 1 o 2 semanas después de la merlot y de la cabernet franc) y el tiempo en la estación de crecimiento afecta a cuándo se realiza la cosecha. Muchas regiones vitícolas de California dan a la vid abundante luz solar, con algunos problemas a la hora de madurar por completo, lo que aumenta la probabilidad de que se produzcan con esas uvas vinos varietales de cabernet. En regiones como Burdeos, bajo la amenaza de las inclemencias del tiempo en la época de la cosecha, la cabernet sauvignon es cosechada a menudo antes de que sea ideal hacerlo y se mezcla con otras uvas para rellenar ese vacío. En algunas regiones, el clima es más importante que el suelo. En regiones que son muy frías, hay más potencial para sabores herbáceos y a pimiento verde, que es menos de lo que se espera de uvas que han madurado mejor. En regiones donde la uva se expone a un excesivo calor y a una sobre-maduración, hay una propensión del vino a desarrollar sabores a "cocinado" o a grosellas negras guisadas.
La variedad cabernet se ha adaptado a una gran variedad de suelos de viñedos, generando la opinión entre los productores del Nuevo Mundo de que a esta vid no le importa el tipo de suelo. En Burdeos, el terruño ha sido importante históricamente a la hora de determinar dónde se plantaban las uvas más importantes. Mientras que la merlot parecía adaptarse mejor a suelos de arcilla y caliza (como los del "banco derecho" de Burdeos, en Gironde) la cabernet sauvignon parecía adaptarse mejor a los suelos de gravilla de la región de Médoc, en el "banco izquierdo". Los suelos de grava ofrecen el beneficio de estar bien drenados a la par que absorben la radiación solar y calientan las vides. Los suelos de arcilla y caliza suelen ser más fríos y calientan menos las vides, retrasando la maduración. En regiones donde el clima es más cálido, hay más énfasis en los suelos que son menos fértiles, porque dan menos vigor a la vid y se pueden mantener rendimientos más bajos. En la región vitícola del valle de Napa, en las Áreas Vitícolas Americanas (AVAs) de Oakville y Rutherford, el suelo es más polvoroso y aluvial. Se ha dicho que la cabernet sauvignon de Rutherford sabe al "polvo de Rutherford".
En la zona vitícola de Coonawarra, en el sur de Australia, la cabernet sauvignon ha producido diferentes resultados con respecto a las vides plantadas en la región de suelos de "terra rosa" (hasta el punto en que los suelos rojizos se consideran una frontera en la región vitícola) lo que ha generado alguna controversia con los productores de cabernet sauvignon de los suelos rojizos.
Además de los niveles de madurez, los rendimientos de la cosecha pueden también tener una gran influencia en la calidad y los sabores del vino resultante. La vid en sí misma puede producir vigorosos rendimientos, sobre todo cuando es plantada en el vigoroso rizoma de SO4. Los rendimientos excesivos pueden producir sabores más verdes o herbáceos. En la década de 1970, se creó un clon de la cabernet sauvignon diseñado para estar libre de virus y que se destacaba por sus altos rendimientos, provocando que muchos productores replantaran sus viñedos con varios clones a finales del siglo XX. Para reducir los rendimientos, los productores podían plantar las vides en el vigoroso rizoma y también practicar podas agresivas y podar los racimos de uva en una "cosecha verde" justo después del envero.
En líneas generales, la cabernet sauvignon tiene buena resistencia a la mayoría de las enfermedades de la uva, siendo el oídio la excepción más destacada. También es susceptible a la eutypella scoparia y a la excoriosis.

### El sabor a pimiento verde

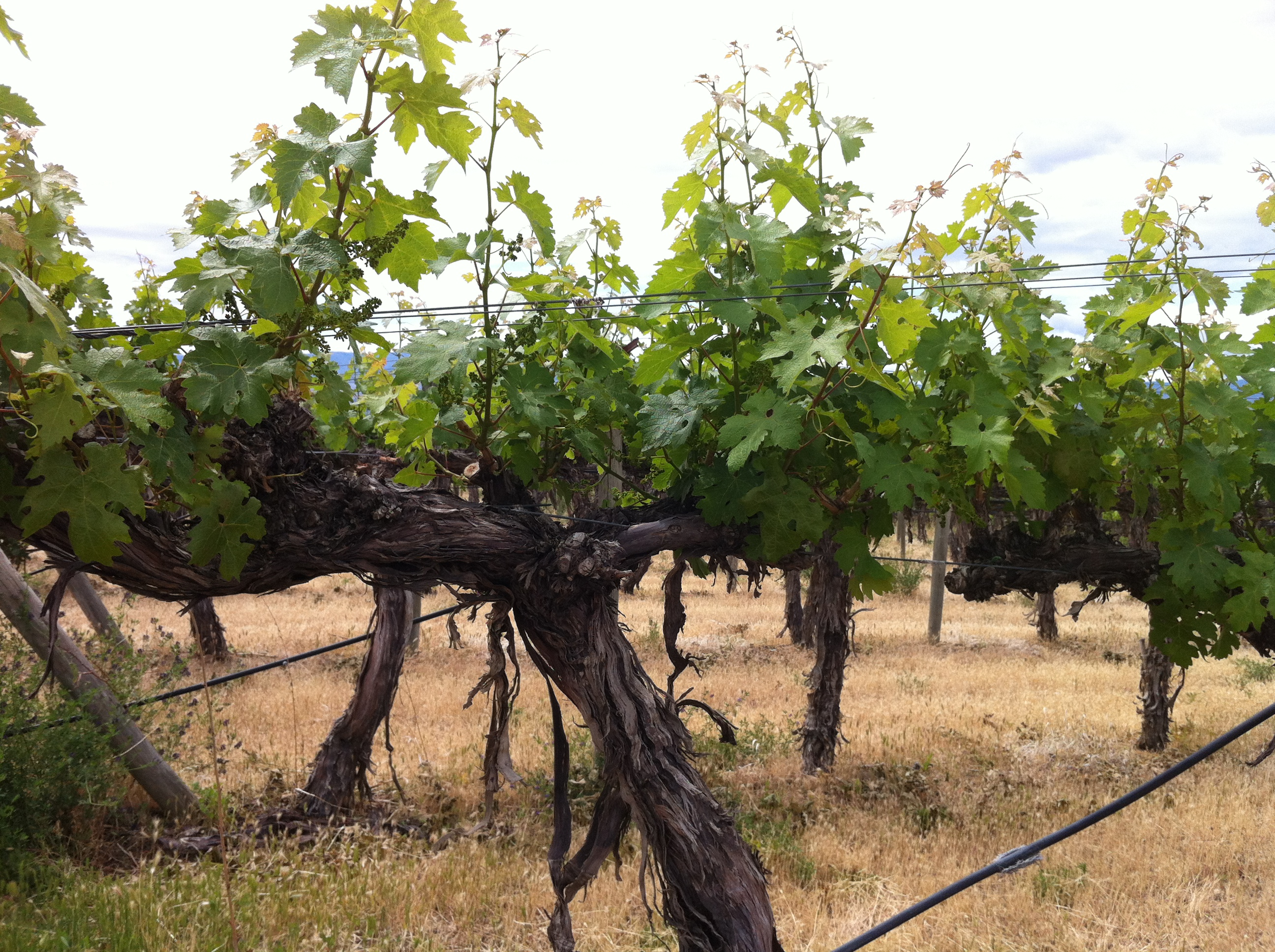
Una de las plantaciones más antiguas de cabernet sauvignon del Estado de Washington, plantada en 1973 en el viñedo Red Willow, en el valle Yakima.

Hay un par de notas de sabor del cabernet sauvignon que están ligadas a la viticultura y a las influencias del clima.
El sabor más ampliamente reconocido es el sabor a pimiento verde o herbáceo causado por las pirazinas, que son más abundantes en las uvas poco maduras. Los componentes de la pirazina están presentes en todas las uvas de la vid cabernet sauvignon y son destruidos gradualmente por la luz solar a medida que la uva madura. Este componente es detectable por el paladar humano en vinos que tienen unos niveles de pirazina de hasta 2 nanogramos por litro. En la época del envero, cuando las primeras uvas empiezan a madurar por completo, hay niveles de pirazina de 30 ng/l. En los climas fríos, es complicado que las uvas de cabernet sauvignon maduren por completo hasta el punto en que la pirazina no sea detectada. El sabor a pimiento verde no se considera un defecto del vino, pero puede que muchos consumidores no lo deseen. La región vinícola de Monterey, en California, destacó a finales del siglo XX por un cabernet sauvignon con un pronunciado sabor a pimiento verde, ganando el apodo de "Monterey veggies". Además de su clima frío, Monterey es también muy ventoso, por lo que se pueden doblar las vides e inhibir la madurez de algunas uvas.
Otros dos sabores de la cabernet sauvignon son menta y eucalipto. Los sabores a menta son a menudo asociados con regiones vitícolas generalmente frías pero que también son lo suficientemente calientes como para disminuir los niveles de pirazina, como la región de Coonawarra, en Australia, y algunas áreas del Estado de Washington. Desde que el sabor a menta apareció en algunos vinos de la región de Pauillac pero no en otras regiones de clima similar de Margaux existe la creencia de que el suelo también influye en la aparición de estos sabores. Los sabores a resina de eucalipto tienden a aparecer en regiones que son hábitats para el árbol del eucalipto, como en las AVAs de los valles de Napa y Sonoma de California y en algunas partes de Australia, pero no ha habido evidencias que demuestren de forma concluyente una relación entre la proximidad a los eucaliptos y la presencia de ese sabor en el vino.

## Vinificación

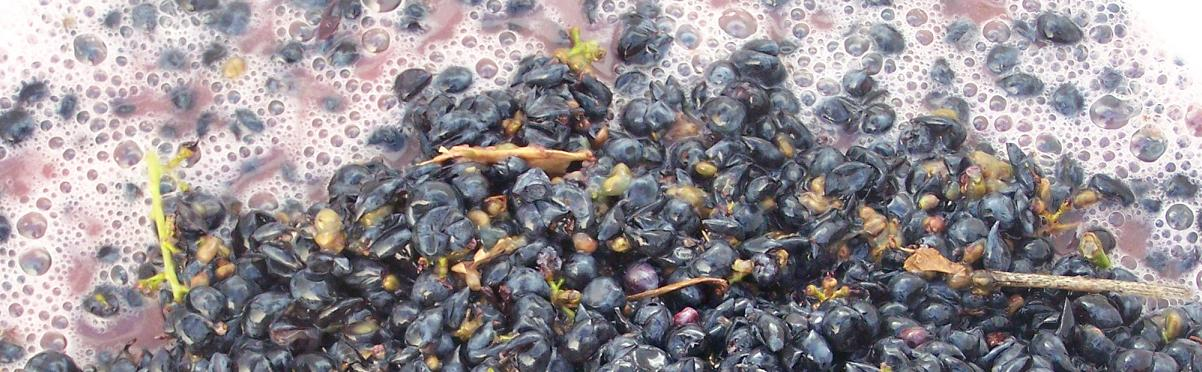
Durante el período de maceración del vino se extraen de las pieles de las uvas el color, el sabor y los taninos. La adición de tallos y semillas aumenta el contenido tánico del vino.

En muchos aspectos, la cabernet sauvignon puede reflejar los deseos y la personalidad del productor a la par que mantiene sabores familiares que expresan las características típicas de la variedad. Muchos de los efectos más pronunciados provienen del uso de barricas de roble durante la producción. Normalmente, la primera decisión del productor es si realizar o no un vino de mezcla. La mezcla de Burdeos es el ejemplo clásico de vino de mezcla que contiene cabernet sauvignon. Contiene cabernet sauvignon, merlot y cabernet franc, pudiendo tener también malbec, petit verdot o carménère. Esta mezcla clásica es copiada en los Estados Unidos en los vinos producidos bajo el nombre de Meritage. No obstante, la cabernet sauvignon se puede mezclar con una gran variedad de uvas, como la shiraz, la tempranillo y la sangiovese.
La decisión de mezclar o no es seguida por la decisión de mezclar antes, durante o después de la fermentación. Debido a los diferentes estilos de fermentación de las uvas, muchos productores fermentan y envejecen cada variedad de uva de forma separada y mezclan los vinos poco antes del embotellado.
La cabernet sauvignon es una uva muy pequeña, con una piel gruesa, produciendo una alta ratio, de 1:12, de pepitas con respecto a la pulpa de la fruta. A causa de estos elementos, las altas proporciones de compuestos fenólicos y taninos de la uva pueden ejercer una intensa influencia en la estructura y el sabor del vino, sobre todo si el mosto sufre largos periodos de macerado (contacto con la piel) antes de la fermentación. En Burdeos, el periodo de macerado ha sido tradicionalmente de tres semanas, lo que permite al productor cerrar y tomarse algunas vacaciones después de la cosecha. El resultado de este largo periodo de macerado son vinos muy tánicos y sabrosos que requieren años de envejecimiento. Los productores que deseen tener el vino disponible en solo un par de años pueden reducir varios días el tiempo de maceración. Tras el macerado, la cabernet debe fermentarse a temperaturas superiores a los 30 °C. La temperatura de la fermentación tiene un papel en el resultado, lográndose colores más oscuros y más sabores intensos a mayores temperaturas y sabores más afrutados a temperaturas más bajas. En Australia se ha estado experimentando con la maceración carbónica para obtener vinos de cabernet sauvignon más suaves y afrutados.
La naturaleza tánica de la cabernet sauvignon es una consideración importante a la hora de hacer el vino. Si el mosto es expuesto a periodos de maceración prolongados, se extraerán más taninos de la piel y estarán presentes en el vino resultante. Si los productores escogen no acortar el periodo de maceración, en favor de maximizar la concentración de colores y sabores, se pueden usar algunos métodos para reducir el nivel de taninos. Un método muy común es el envejecimiento en barrica de roble, que expone al vino a niveles graduados de oxidación que pueden reducir los taninos de la uva e introducir los "taninos de la madera", que son más suaves.
La elección de agentes clarificantes, como la gelatina y la clara de huevo, también puede reducir los taninos cargando positivamente las proteínas, que son atraídas naturalmente a las moléculas de los taninos cargadas negativamente. Estos agentes clarificantes enlazarán con los taninos y se eliminarán durante el proceso de filtración. Uno de los métodos adicionales es la micro-oxigenación, que imita la aireación gradual que se produce durante el envejecimiento en barrica, con una exposición limitada a un oxígeno ayudando a la polimerización de los taninos en moléculas mayores que se perciben al paladar como más suaves.

### Afinidad con el roble

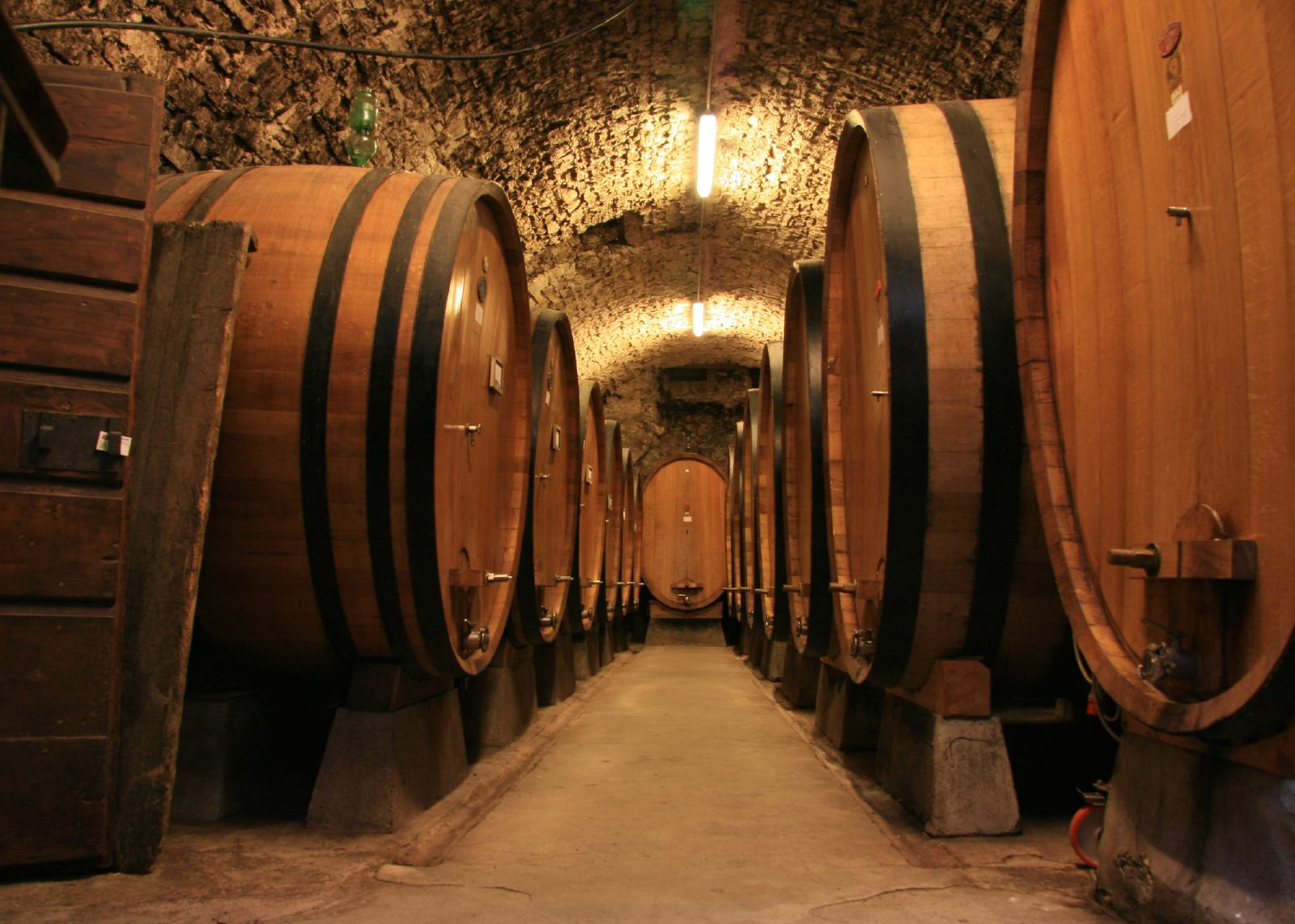
Las grandes barricas de roble, como estas de la Toscana, disminuyen el contacto del vino con la madera y, por tanto, hacen que el vino resultante tenga menos influencia del roble.

Uno de los rasgos más señalados de la cabernet sauvignon es su afinidad por el roble, ya sea durante la fermentación o durante la crianza en barrica. Además de suavizar los altos niveles de taninos de la uva, los sabores a vainilla y a picante de la madera complementan los sabores de la uva a grosella negra y tabaco. El éxito de los vinos de mezcla de Burdeos basados en la cabernet está ligado a las barricas de 225 litros, que se han hecho populares en todo el mundo. La decisión de disminuir la influencia del roble en la vinificación tiene un gran impacto en el vino resultante. El roble americano, sobre todo el de las barricas nuevas, da sabores más fuertes y menos sutiles que los que imparte el roble francés. Incluso dentro de la familia del roble americano, el lugar concreto de donde proviene ese roble también es importante, teniendo el roble de Oregón una influencia más pronunciada en el vino de cabernet sauvignon que el roble de Misuri, Pensilvania y Virginia. Los productores a menudo usan varias barricas de distintos lugares y edades y mezclan el vino al igual que se mezclan las diferentes variedades de uva.
Los productores también pueden controlar la influencia del roble usando otras barricas que no sean las más habituales. Los barriles más grandes dan menos sabor a madera al vino. Los productores italianos y portugueses usan a veces barriles hechos de otros tipos de madera, como el castaño o la madera roja. También hay productores que realizan la crianza en tanques de acero inoxidable. Otros métodos que los productores tienen en cuenta son las bolsitas de té con virutas de roble o la adición de tablas de roble a los vinos mientras que se produce la fermentación. Aunque estos métodos son menos costosos que los toneles de roble, crean sabores a roble más pronunciados, que tienden a no suavizarse ni integrarse con el resto de componentes del vino, ni proporcionan el beneficio de la oxidación gradual de la crianza en barrica.

## Regiones vinícolas

### Burdeos

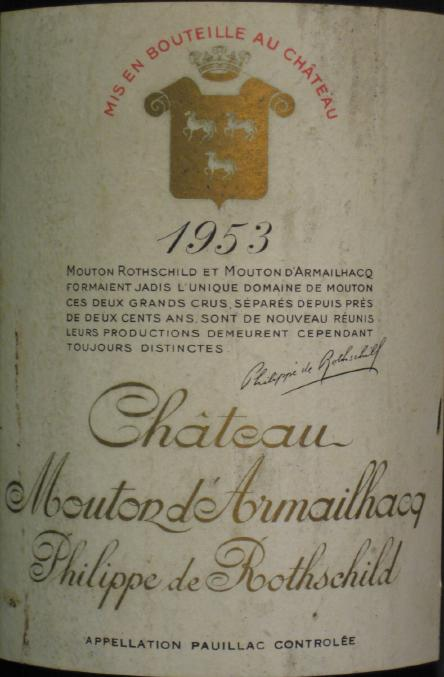
Armand d'Armailhac de Château d'Armailhac (etiqueta de la fotografía) y el varón Héctor de Brane de Château Mouton fueron figuras importantes para el establecimiento de la cabernet sauvignon en Burdeos.

El vino de Burdeos está íntimamente ligado a la cabernet sauvignon, aunque raramente es utilizada sin mezclar con otras variedades. Es como el lugar de nacimiento de la vid, y los productores de todo el mundo han investigado duramente para tratar de reproducir la fuerte estructura y la complejidad de los vinos de Burdeos. Aunque la mezcla de Burdeos de cabernet sauvignon, cabernet franc y merlot fue la que constituyó los primeros ejemplos aclamados de vino de cabernet sauvignon , la cabernet sauvignon fue mezclada primero en Burdeos con la syrah, lo que es habitual en Australia y en algunos vin de pays de Languedoc.
La primera vez que se decidió mezclar la cabernet sauvignon fue, en parte, por necesidades financieras. El clima de Burdeos fue temperamental e impredecible durante la Pequeña Edad de Hielo, por lo que no garantizaba una cosecha provechosa cada año. Los productores necesitaban asegurarse ante los riesgos destinando espacio para plantar otras variedades. A lo largo del tiempo, se descubrió que las características de cada uva podían complementarse entre sí y aumentar la calidad del vino resultante. En general, la cabernet savignon añade estructura, acidez, taninos y potencial de envejecimiento para la crianza.  La uva puede aportar notas afrutadas al paladar, sobre todo cuando es cosechada cuando aún no ha madurado del todo, y esto se puede compensar añadiendo los sabores redondos de la merlot. La cabernet franc puede añadir aromas al buqué, como notas más afrutadas. En los suelos más ligeros de la región de Margaux, los vinos basados en la cabernet pueden tener poco color, lo que se puede solucionar mezclándolos con petit verdot. La malbec, que es usada hoy sobre todo en Fronsac, puede añadir aromas más frutales y florales.
El ADN muestra que la cabernet sauvignon es el resultado de un cruce entre dos variedades de Burdeos (la cabernet franc y la sauvignon blanc) lo que ha provocado que los ampelógrafos creyeran que la uva se originó en Burdeos. No obstante, estudios recientes indican que las plantaciones de esta uva eran muy abundantes en la región de Médoc durante el siglo XIII. El tipo de racimo y las pieles gruesas proveían a la uva de una buena resistencia a la putrefacción en los climas húmedos marítimos de Burdeos. La popularidad de la uva continuó aumentando hasta la epidemia de oídio de 1852, lo que demostró la sensibilidad de la cabernet sauvignon a esta enfermedad.
Con los viñedos arrasados o perdidos, algunos viticultores de Burdeos se pasaron a la merlot, incrementando sus plantaciones hasta que se transformó en la uva más ampliamente plantada de Burdeos. Cuando los productores de la región empezaron a comprender su terruño y cómo las diferentes uvas se comportaban en cada región, se incrementaron las plantaciones de cabernet sauvignon en el "banco izquierdo" del río Gironde, en el Médoc y en la región de Graves, donde se convirtió en la variedad dominante de los vinos de mezcla. En las regiones del banco derecho de Saint Émilion y Pomerol, la cabernet está muy por debajo de las dos primeras del escalafón de las más plantadas, detrás de la merlot y de la cabernet franc.
En las regiones vinícolas del "banco izquierdo", la influencia de la cabernet en el vino tiene características únicas en las diferentes regiones. En Sanint Estéphe y Pessac-Léognan, la uva desarrolla más sabores a minerales. Los aromas a violetas son una característica de la de Margaux. La de Pauillac tiene un fuerte sabor a lápices y la Saint Julien tiene sabores a cedro y a caja de puros. Los vinos de cabernet de Moulis-en-Médoc se caracterizan por su suave contenido en taninos y su riqueza en sabores afrutados mientras que los vinos de la región sureña de Graves se caracterizan por sabores intensos a grosella negra, sobre todo en los vinos menos intensos. El porcentaje de cabernet sauvignon usado en la mezcla dependerá del terruño, del estilo del productor y de la antigüedad. Las fincas donde se la cultivaba primero, Château Mouton Rothschild y Château Latour, se destacan por su producción regular de un vino con los porcentajes más elevados de cabernet sauvignon.
El rendimiento de las cosechas de cabernet sauvignon afecta comúnmente a los sabores de los vinos de Burdeos. En el entorno de Burdeos existe un rendimiento máximo legal permitido de 50 hectolitros por hectárea. Con la ayuda del calentamiento global y de los vigorosos rizomas, algunos viñedos de Burdeos pueden superar fácilmente los 60 hl/ha, por lo que algunas fincas se benefician de un vacío legal en la plafond limite de classement (clasificación del límite máximo) que permite rendimientos mayores en años "excepcionales". Esto tiene un efecto adverso en la calidad del vino de los productores que producen vino cuando se ha producido un gran rendimiento. En los últimos años, se ha hecho más énfasis en mantener los rendimientos bajos, sobre todo en las fincas de grand vin.

### Otras regiones de Francia
La región vinícola de Burdeos aúna más del 60% de la cantidad de cabernet sauvignon que crece en Francia. Fuera de Burdeos, la cabernet sauvignon se encuentra a través de la costa de Le Midi y en el valle del Loira. En general, los vinos de cabernet sauvignon son más ligeros y menos estructurados y son bebibles mucho antes que el vino de Burdeos. En el suroeste francés, la zonas con Appellation d'Origine Contrôlée (AOC) de Bergerac y Buzet es usada para hacer vino rosado.
En algunas regiones se usa para añadir sabor y estructura a la carignan, mientras que es mezclada con négrette en Gaillac, Fronton, Tannat y Madiran. En Provenza, la uva tiene alguna presencia en la región desde mediados del siglo XIX, cuando el viticultor Jules Guyot recomendó mezclarla con la syrah. En los últimos años, algunas fincas vinícolas de Midi, como la de Mas de Daumas Gassac, han recibido un reconocimiento internacional por su mezcla de cabernet sauvignon realizada en Hérault con uvas del Ródano como la syrah.
A menudo se hace vin de pays de Languedoc solo con esta variedad. La influencia de los prodcutores australianos ha sido considerable a la hora de que los productores de Lenguedoc hicieran vinos similares a los del Nuevo Mundo. En general, la uva ha sido dominante en la región porque no se adapta a los climas secos tan bien como la syrah. Los productores de Languedoc que tienen mucha consideración por la cabernet sauvignon, suelen recurrir a la irrigación para compensar el clima.

### Italia

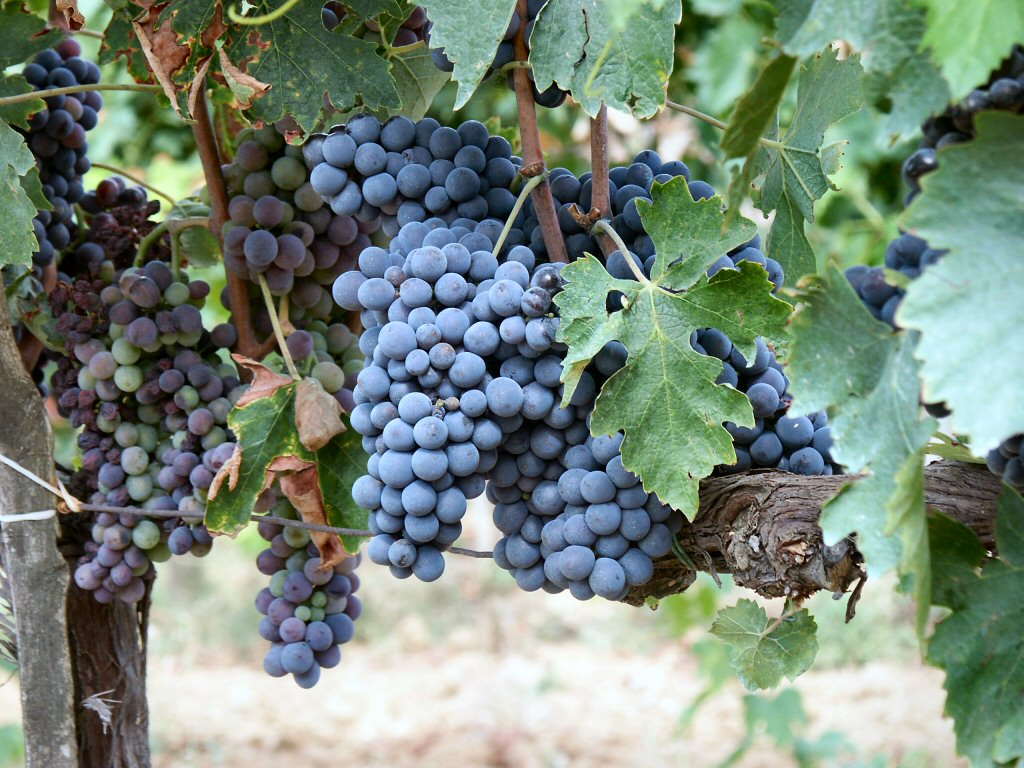
En la década de 1970, los productores italianos empezaron a mezclar la cabernet sauvignon con la sangiovese (en la fotografía) ara crear los vinos conocidos como Súper Toscanos.

La cabernet sauvignon tiene una larga historia en el vino italiano, siendo introducida por primera vez en Piamonte en la década de 1820. A mediados de la década de 1970, la uva ganó notoriedad, y también fue objeto de controversia, como componente de los vinos Súper Toscanos de la Toscana. Hoy, la uva está permitida en algunas vinos con Denominazioni di Origine Controllata (DOC) y es usada en muchos vinos con Indicazione Geografica Tipica (IGT) que están hechos fuera del perímetro de ciertas regiones DOC. A lo largo de la mayor parte de su historia, la uva ha generado suspicacias por ser una "influencia extranjera" que distrae de las variedades nativas. Tras décadas de experimentación, ha mejorado la opinión sobre la cabernet sauvignon a medida que los productores la usaban para complementar sus variedades nativas en vinos de mezcla.

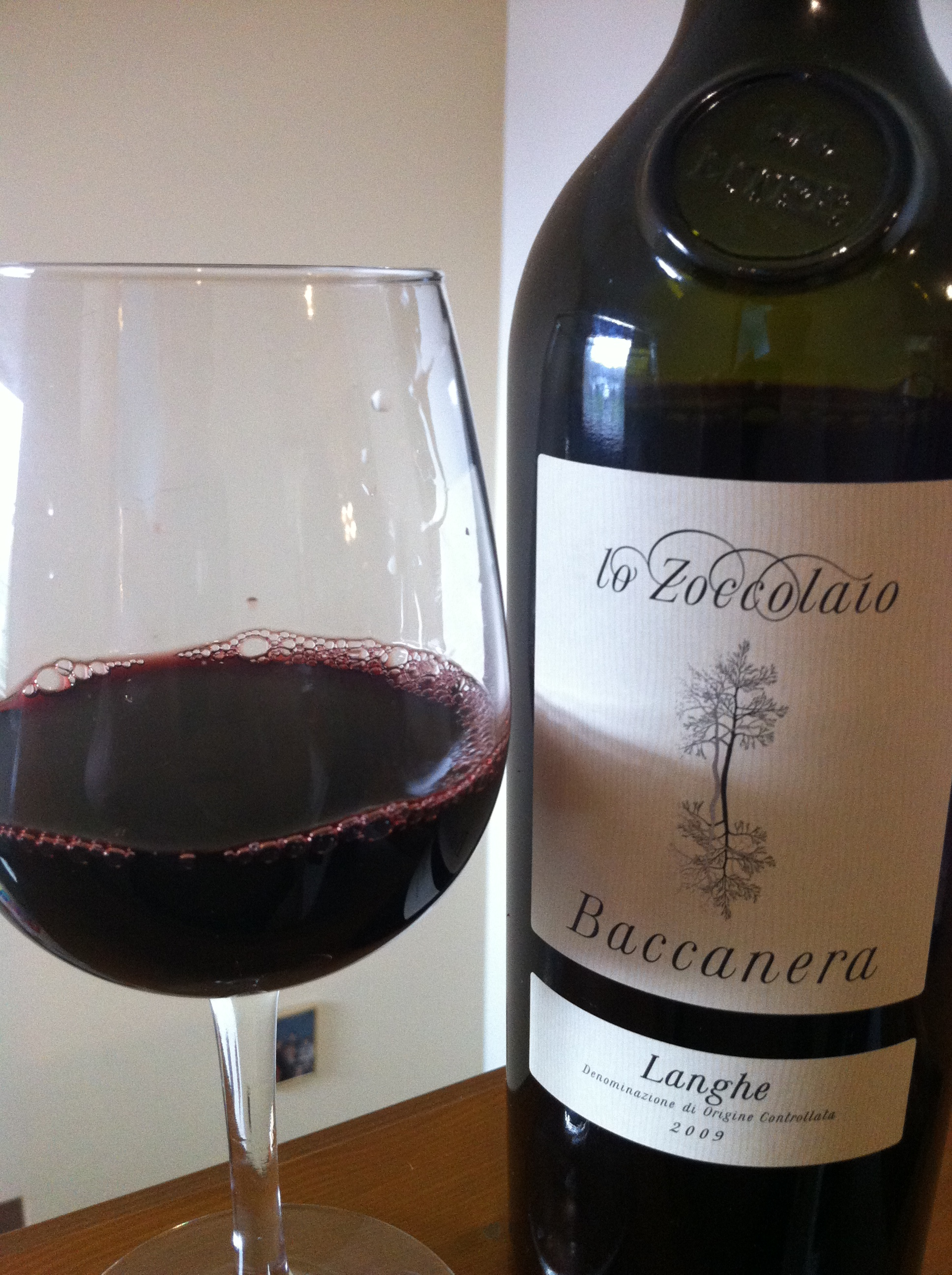
Un vino de cabernet sauvignon y barbera de la DOC Langhe, de Piamonte.

En Piamente, la uva es usada a veces mezclada "ilegalmente" con la nebbiolo en la DOC Barolo con la intención de añadir color y más sabores frutales al vino. En las DOC de Langhe y Monferrato, se permite la mezcla de la cabernet sauvignon con la nebbiolo y la barbera. Los vinos que están compuestos de esas tres variedades de uva que son, a menudo, asociados al roble para añadirles notas dulces y picantes que compensan el alto nivel de taninos de la cabernet sauvignon y la nebbiolo y de la acidez de la barbera. Hay vinos varietales de cabernet sauvignon producidos en la región de Piamonte que tienen características variadas dependiendo del lugar.
En otras regiones del norte de Italia, como en Lombardía, Emilia-Romagna y Friuli-Venecia Julia, la uva se mezcla a menudo con merlot para producir vino al estilo del de Burdeos. En la región del Véneto, la cabernet sauvignon es mezclada a veces con las principales uvas: valpolicella-corvina, molinara y rondinella. En el sur de Italia, la uva es usada sobre todo como un componente de mezcla con variedades locales como la carignan en Cerdeña, la nero d'avola en Sicilia, la aglianico en Campania y la gaglioppo en Calabria.
La cabernet sauvignon tiene una historia controvertida en la Toscana, sobre todo por su papel en la llegada de los Súper Toscanos a mediados de la década de 1970. El origen de los Súper Toscanos tiene sus raíces en las indicaciones restrictivas de la DOC de Chianti antes de los años 1990. Durante este tiempo, el vino de Chianti podía estar compuesto de no más de un 70% de sangiovese y debía de incluir al menos un 10% de una variedad de uva de vino blanca local. Muchos productores de vino de la Toscana podían producir un vino de mejor calidad si no se acogían a las regulaciones de la DOC, sobre todo si ellos tenían la libertad de usar la cabernet sauvignon en la mezcla y no requerían el uso de variedades de uva blanca. El maestro Piero Antinori fue uno de los primeros en crear un vino al estilo del de Chianti que ignoraba las regulaciones de la DOC, lanzando en 1971 un vino de mezcla de sangiovese-cabernet sauvignon conocido como Tignnanello en 1978. Otros productores le siguieron y pronto los precios de estos Súper Toscanos podían competir con los precios de los vinos de Chianti más conocidos. Otra región vinícola de la Toscana hizo lo propio, mezclando cabernet sauvignon con sangiovese e incluso haciendo versiones varietales con esta uva. Gradualmente, el sistema de las DOC se dio cuenta y se apuntó a eso permiendo que más regiones usaran esa variedad de uva. La cabernet sauvignon de Toscana se caracteriza por sabores a cerezas maduras que pueden dar una percepción de dulzor a la par que notas fuertes de grosella negra. Los vinos normalmente tienen niveles de alcohol del 14% pero pueden mantener niveles de acidez notables. Cuando la sangiovese se mezcla en cantidades significativas, la cabernet sauvignon puede dominar la mezcla, por lo que los productores tienen que encontrar un balance propio que se adapte al estilo que desean.

### Otras regiones europeas

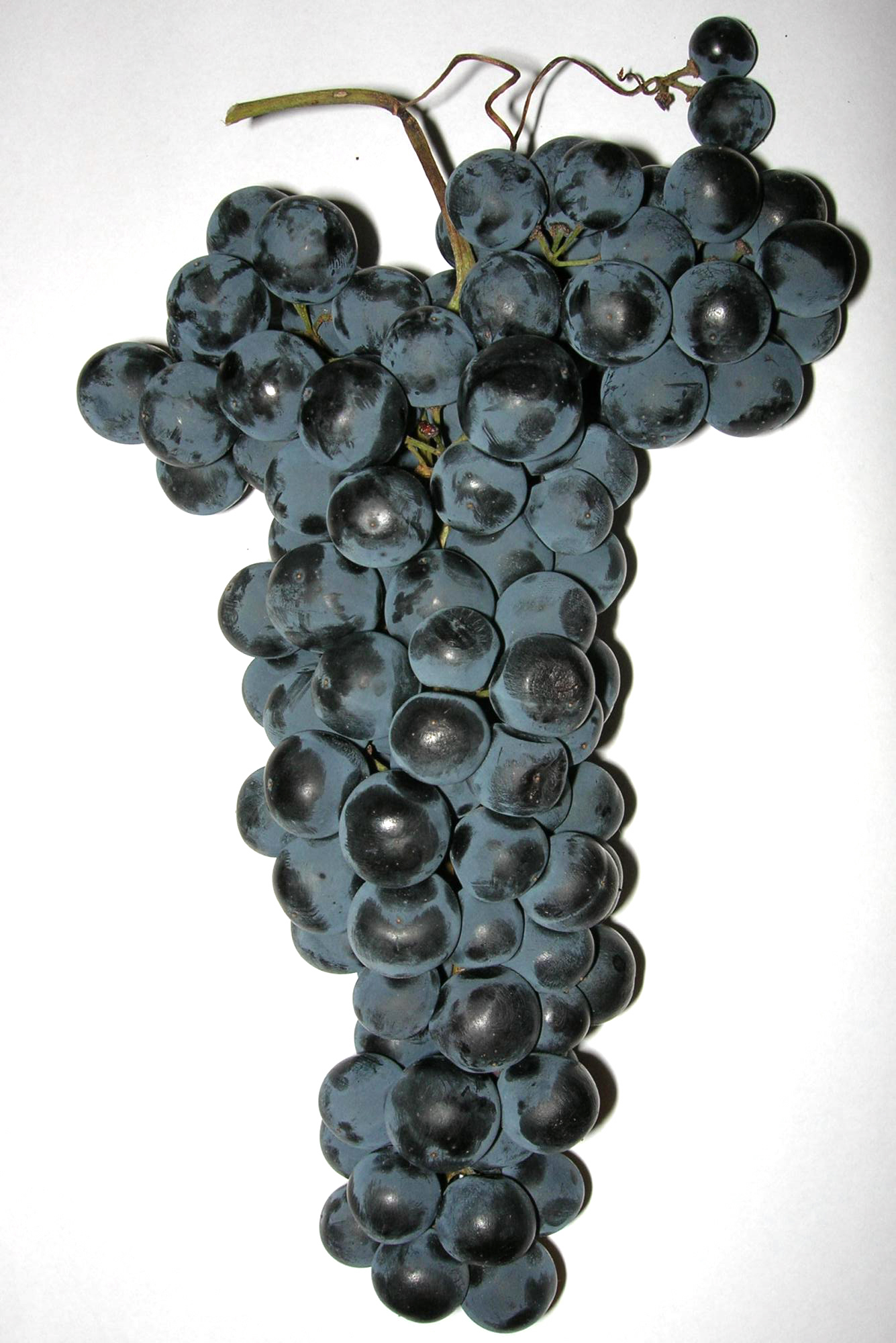
En España, la cabernet sauvignon se mezclan a menudo con la tempranillo (en la fotografía).

La introducción de la cabernet sauvignon en el vino español tuvo lugar en la Rioja cuando el marqués de Riscal plantó esquejes provenientes de Burdeos. En 2004, era la sexta uva tinta más plantada de España. Hoy se encuentra en varias cantidades en las regiones vitícolas españolas, aunque no se permite en las Denominaciones de Origen (DOs). En estas áreas, los vinos con cabernet sauvignon son relegadas a designaciones menos distinguidas como la de "Vino de la Tierra" o "Vino de Mesa". La uva es más abundante en la región vinícola catalana del Panadés, donde su uso fue reavivado por las fincas de las Bodegas Torres y Jean León. La uva es a menudo mezclada con la tempranillo. También es habitual como uva de mezcla en vinos realizados en la región de Ribera del Duero. Son los productores de Navarra los que han sido aclamados internacionalmente por sus vinos varietales de carbernet sauvignon.
En el Reino Unido, los productores ingleses han experimentado con el cultivo de esta variedad en túneles de plástico que crean el efecto de un invernadero y protegen a las uvas del clima menos ideal de las regiones vinícolas. Mientras que la uva se permite en algunas regiones vinícolas alemanas (como la de Mosela), los viñedos mejor adaptados para la madurez de la cabernet normalmente son ocupados por la riesling; muchos productores se inclinan a favorecer la popularidad de la variedad alemana por encima de la de la cabernet sauvignon. En la década de 1980, el vino barato búlgaro de cabernet sauvignon tuvo mucho éxito por su valor y ayudó a establecerse en ese país y ganar presencia internacional en el mercado del vino. La uva tiene un papel similar en muchos países de Europa del Este como República Checa, Georgia, Hungría, Moldavia, Rumanía, Eslovenia y Ucrania. También tiene el mismo papel en Turquía. También puede encontrarse en el Mediterráneo Oriental en Chipre, Grecia, Israel y el Líbano.

### California

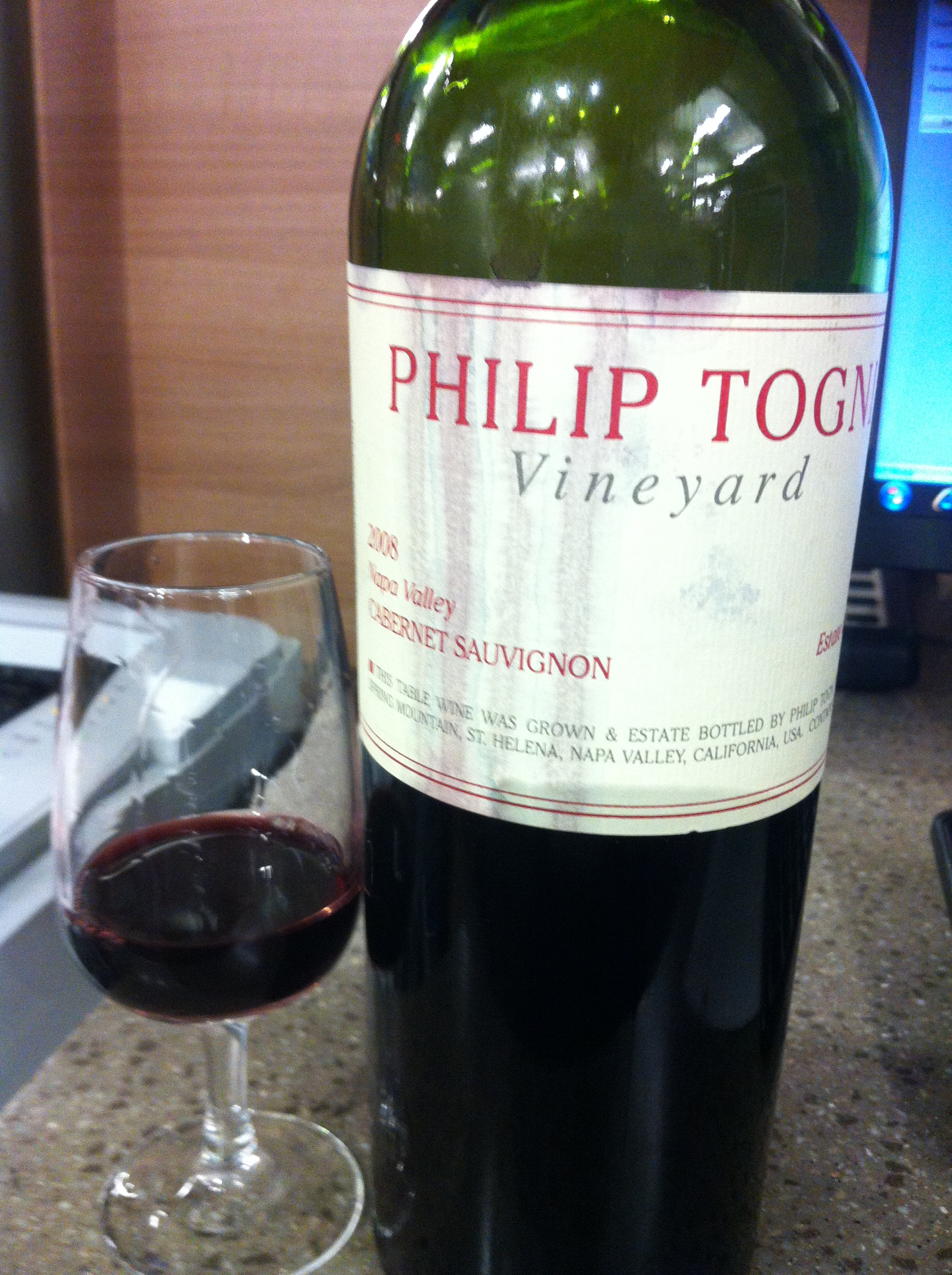
Un vino de cabernet sauvignon del valle de Napa.

En California, la cabernet sauvignon ha desarrollado un estilo y una reputación reconocibles en el mercado internacional. California tiene una producción y unas plantaciones de esta uva similares a las de Burdeos. En 1976, el evento de cata conocido como Juicio de París catapultó al vino californiano de cabernet sauvignon en el mercado internacional cuando un vino de cabernet sauvignon 1973 de la bodega Stag's Leap derrotó a vinos de fincas de Burdeos como las de Château Mouton Rothschild, Château Montrose, Château Haut-Brion y Château Léoville-Las Cases en catas a ciegas realizadas por enólogos franceses.
En la década de 1980, una nueva epidemia de filoxera asoló California, devastando muchos viñedos que necesitaron ser replantados. Se ha especulado que los viñedos de cabernet pudieron haber sido replantados con otras variedades (como las del movimiento emergente de los Rhone Rangers) pero el hecho es que las plantaciones de cabernet sauvignon californianas se han duplicado entre 1988 y 1998; muchas regiones vitícolas (como las del valle de Napa de Yountville y el valle Alexander de Sonoma) están dominadas por esta variedad de uva. 
También ha empezado a ganar importancia en el valle Dry Creek, en la montaña de Sonoma y en el condado de Mendocino. El vino de cabernet del condado de Sonoma ha mostrado ha demostrado una tendencia a desarrollar notas a anís y a aceitunas negras mientras que los del condado de Napa desarrollan sabores fuertes a frutas negras.
En California, la principal diferencia de estilo entre los vinos de cabernet sauvignon está entre los viñedos de los montes y los de los valles, como el Valle Central. En Napa, los viñedos de las colinas de distrito de la montaña Diamond, la montaña Howell, Mt. Veeder y del distrito de la montaña Spring tienen suelos menos fértiles que producen uvas más pequeñas con piel más fina y con sabores más intensos, con reminiscencias de los vinos de Burdeos que requieren de años de crianza. Los rendimientos son también mucho más bajos, en el rango de las 1 o 2 toneladas por acre frente a las 4 u 8 toneladas que se pueden producir los suelos más fértiles de los valles.
Los vinos producidos de los viñedos de zonas montañosas tienden a caracterizarse por sus colores oscuros y por sus intensos aromas a cereza. Hay muchas regiones vinícolas en California que tienen potencial para hacer madurar la cabernet por completo y producir vinos afrutados con mucho cuerpo y con niveles de alcohol que pueden estar por encima de la media de Burdeos, con un 12, 13 o 14%.

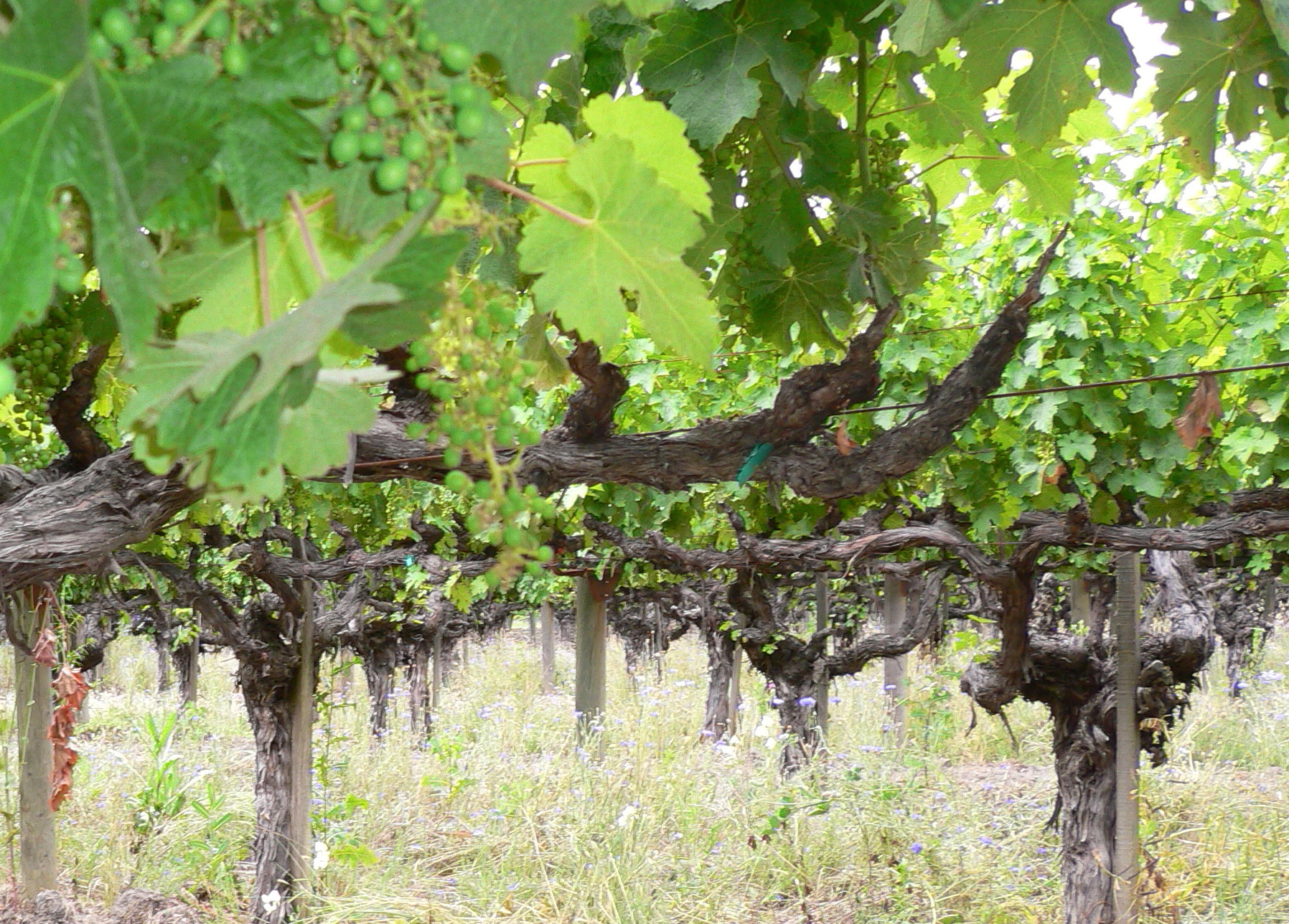
Vid antigua de cabernet sauvignon en Chateau Montelena, en el valle de Napa. A medida que las uvas maduran toman un color púrpura azulado.

El uso de barricas roble en el cabernet de California tiene una larga historia. Muchos productores favorecen el uso de nuevos barriles compuestos de roble americano. Tras los infructuosos esfuerzos de principios de los 80 por crear vinos más "amigables para la comida", con uvas menos maduras y menos influencia del roble, los viticultores se centraron en regresar a la influencia del roble, pero limitándola y suavizando el uso de los barriles, lo que llevó a muchos productores a pasarse al roble francés o a la combinación de barriles más nuevos y más viejos.

### Otras zonas vinícolas de Estados Unidos

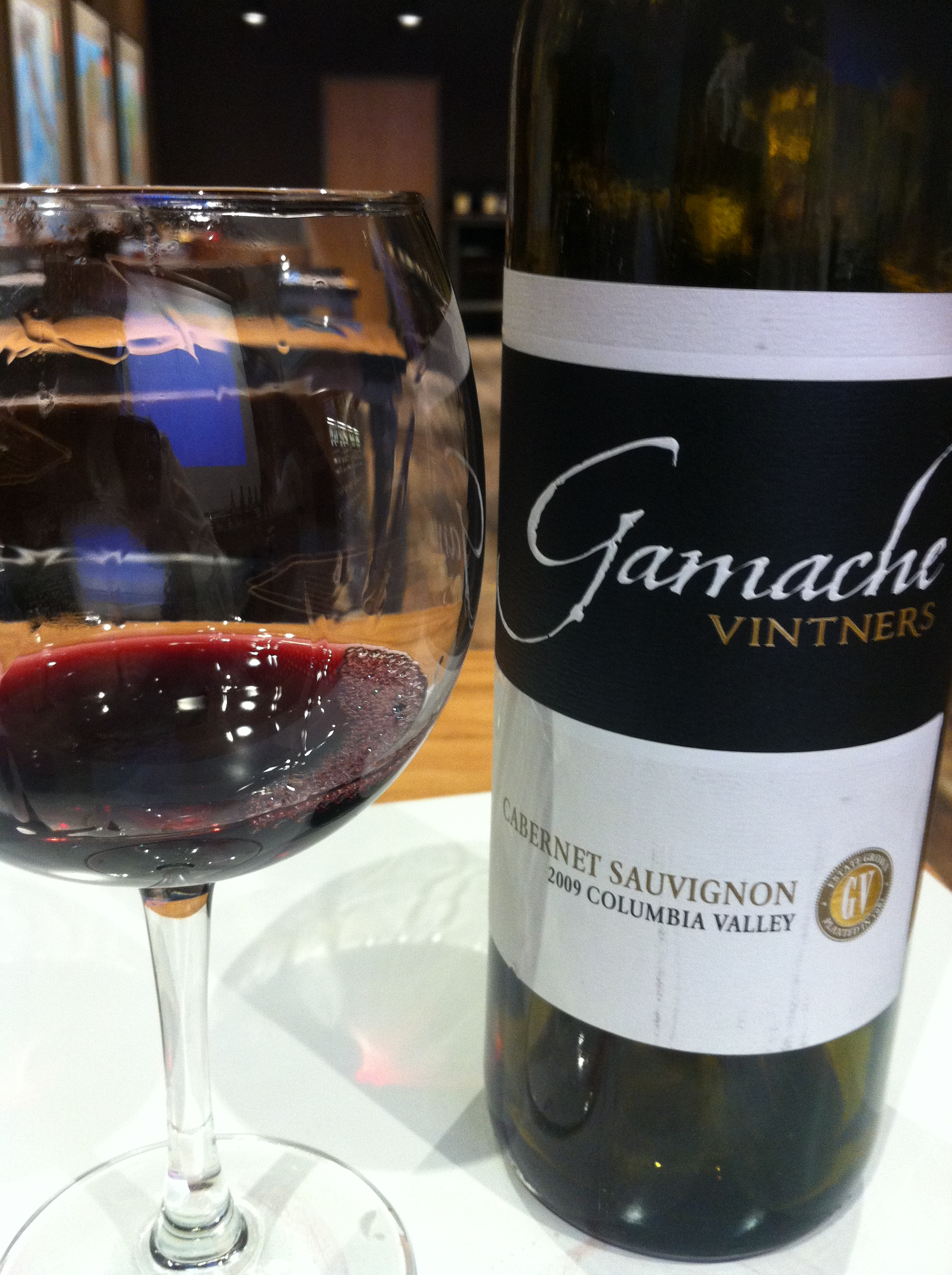
Un cabernet sauvignon del valle Columbia, en el estado de Washington.

La cabernet sauvignon es la uva tinta más plantada en el estado de Washington de acuerdo con la Comisión del Vino del Estado de Washington (Washington State Wine Comission). Se encuentra normalmente en los lugares cálidos del valle del Columbia. Las vides son elegidas por los agricultores debido a sus tallos duros y a su resistencia a los vientos de las heladas invernales, que son comunes en el este del estado de Washington.
La cabernet sauvignon del estado de Washington se caracteriza por su frutalidad y por un estilo poco tánico que lo hace fácilmente bebible. Las American Viticultural Areas (AVAs) que han tenido algo de éxito con sus cabernet sauvignon son Red Mountain, el valle Walla Walla y algunas partes del valle Yakima, cerca de la región de Tri-Cities.
Hay pequeñas plantaciones de cabernet sauvignon en los valles Umpqua y Roque, al sur de Oregón. También está presente en los estados de Arizona, Nueva York, Texas y Virginia, sobre todo en el condado de Hill (Texas) y en el North Fork de Long Island. La cabernet sauvignon se vinifica en vinos varietales o de mezcla a través de Estados Unidos. Bajo el sistema estadounidense, los vinos varietales de cabernet sauvignon pueden incluir más de un 25% de otras uvas.

### Sudamérica

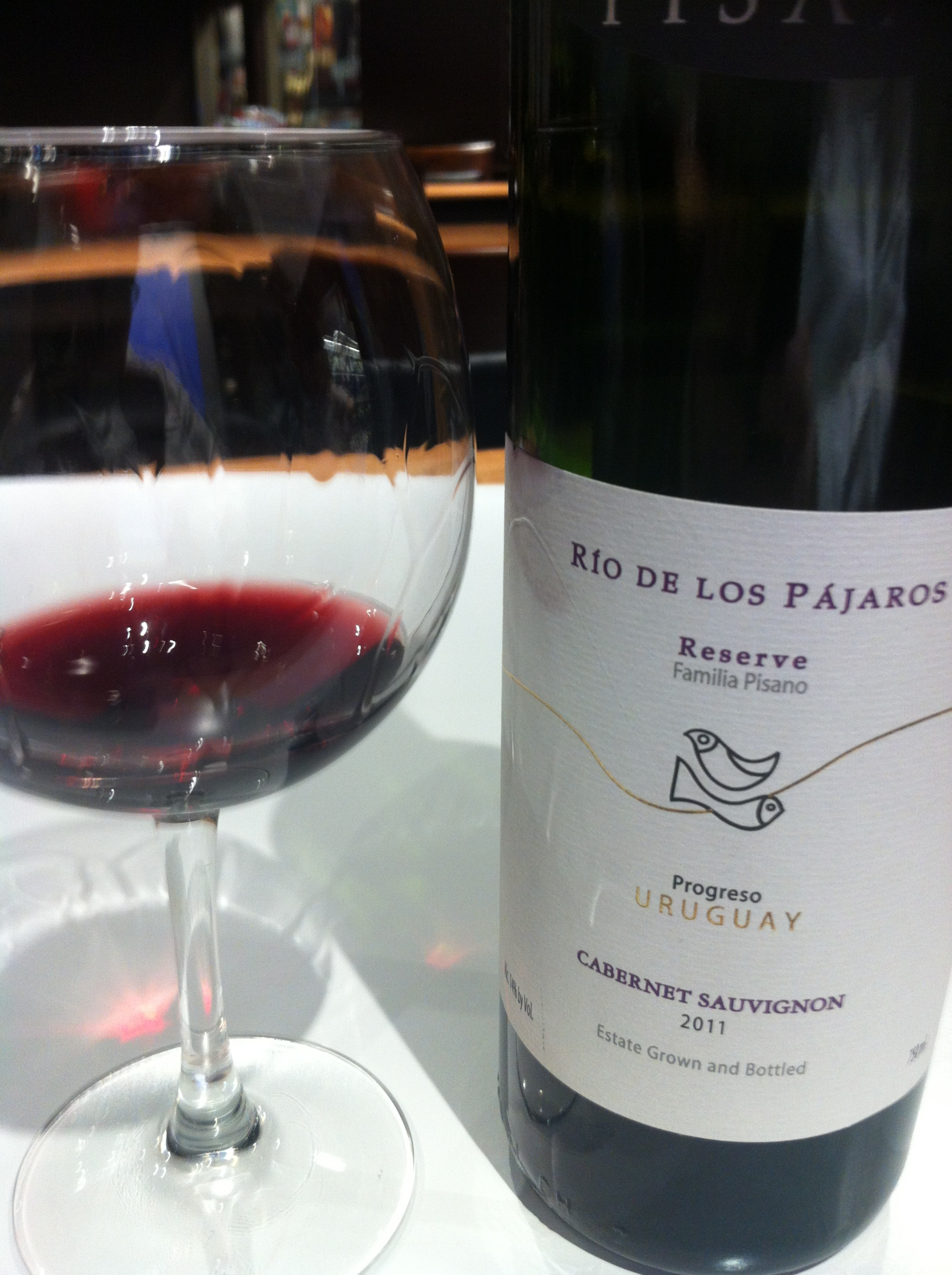
Un vino cabernet sauvignon de Uruguay.

La cabernet sauvignon crece en casi todos los países de Sudamérica, incluyendo Chile, Argentina, Bolivia, Brasil, Perú y Uruguay.
En Chile, los vinos de cabernet sauvignon se han limitado históricamente por los rendimientos excesivamente altos de la vid que eran comunes a lo largo del país. Como los productores empezaron a concentrarse en limitar los rendimientos, emergieron diferencias entre las regiones y se distinguieron diferentes vinos de cabernet sauvignon chilenos. En los viñedos plantados a lo largo de los valles de los ríos el clima de la región es la consideración más importante, aunque si las plantaciones son en lugares más elevados y en colinas, el tipo de suelo pasa a ser el asunto de mayor relevancia. Los vinos de la región de Aconcagua se destacan por su sabor a fruta madura y por una estructura delicada, y necesitan pasar un tiempo en la botella para desarrollar más estas características. En el valle del Maipo, los vinos de cabernet se caracterizan por su sabor a grosella negra y por notas a tierra o polvo. En regiones más cálidas, como en la provincia de Colchagua y en los alrededores de Curicó, las uvas maduran más y producen vinos ricos en sabores afrutados en los que puede apreciarse cierta dulzura debido a la madurez de la fruta. Los niveles de acidez de estos vinos es bajo y son poco tanicos, lo que los hace más atractivos a los jóvenes.
En Argentina, la cabernet sauvignon se encuentra detrás de la malbec como la principal uva tinta pero la cantidad de esta uva va en aumento. Los vinos varietales normalmente tienen un ligero sabor afrutado y se idean para consumirse jóvenes. Los ejemplos premium son, a menudo, mezclas con malbec que producen un vino completo y tánico con notas a cuero y tabaco. En los últimos años, ha habido un incremento en las plantaciones de cabernet sauvignon en el valle de Uco de la provincia de Mendoza. Los vinos que vienen de viñedos plantados a mayores altitudes han recabado algo de atención internacional.

### Australia

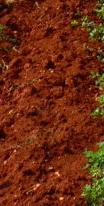
A diferencia de otros suelos de caliza, el suelo bien drenado de terra rosa de Coonawarra, en Australia, contribuye a un estilo único del cabernet sauvignon.

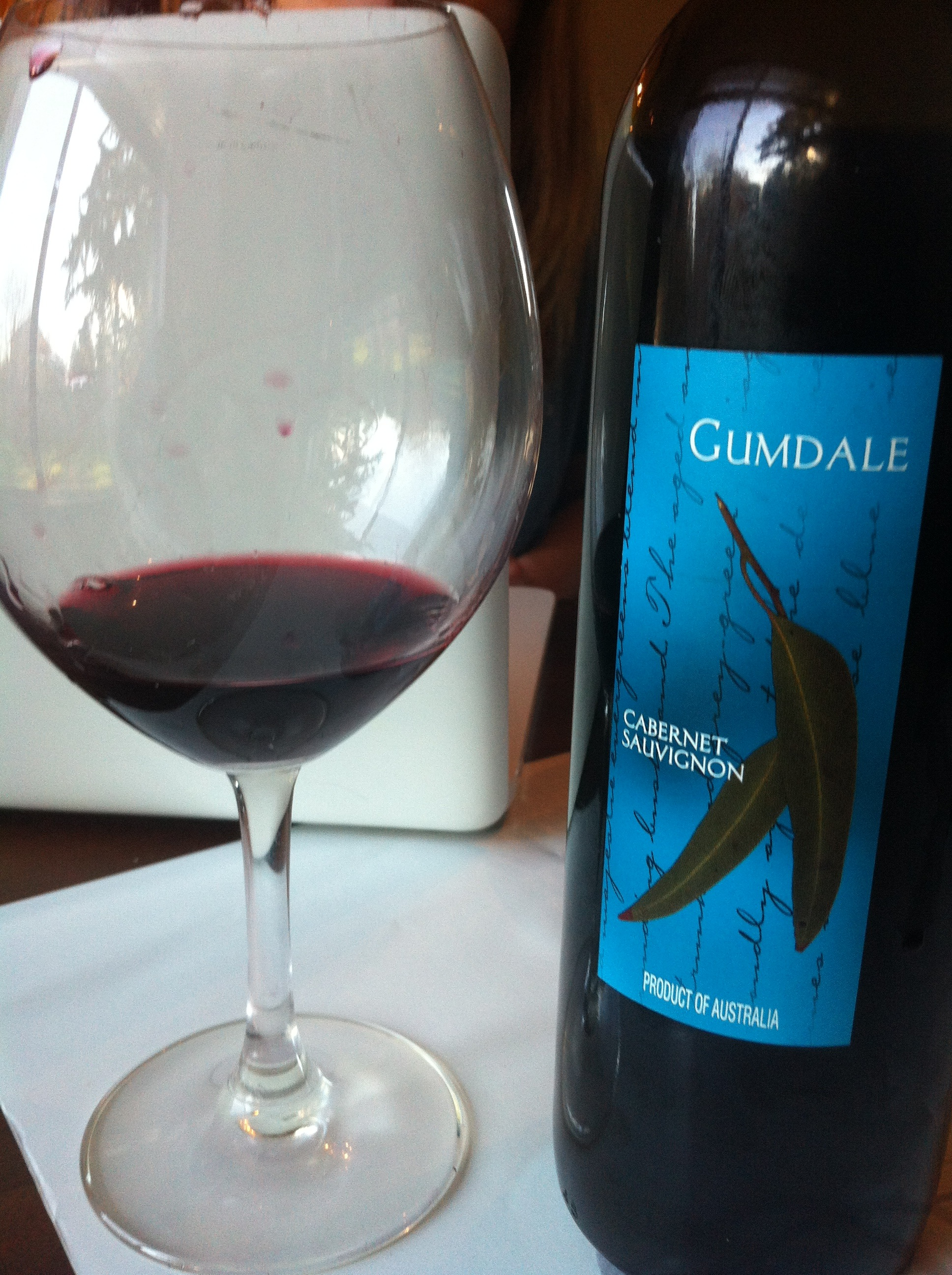
Un vino de cabernet sauvignon de Australia.

En los años 70, la región de Coonawarra fue la primera en recacabar atención para los vinos australianos de cabernet sauvignon por sus intensos sabores afrutados y sus ligeras notas a menta. La región del río Margaret pronto consiguió sus vinos tuvieran una fuerte estructura con marcadas notas a frutas negras. En los años 80, Australia siguió la tendencia contemporánea de California y se puso a producir vinos más ligeros, más amigables con la comida y con niveles de alcohol de entorno el 11 y el 12%. En los años 1990 el estilo cambió de nuevo y los productores pasaron a centrarse en el equilibrio y en los sabores a frutas maduras. Hoy, la cabernet sauvignon es la segunda uva tinta más plantada en Australia, con muchos productores que utilizan uvas procedentes de varios estados. Hay diferencias notables de los vinos de cabernet sauvignon en función de la región australiana de la que proceden: además de los estilos de Coonawarra y del río Margarnet, el vino del valle de Barossa produce vinos completos, con muchos cuerpo, el cercano valle de Clare produce vinos más concentrados y afrutados y el valle Yarra produce vinos que se destacan por su equilibrio entre la acidez, los tatinos y los aromas frutales.

### Otras regiones del Nuevo Mundo
Desde el fin del apartheid, la industria del vino de Sudáfrica ha trabajado para recuperar su posición en el mercado mundial del vino, lo que ha hecho que muchas regiones quisieran promocionarse con sus vinos de cabernet sauvignon. Hoy es la uva tinta más plantada de Sudáfrica. Con ella se producen vinos varietales y de mezcla; algunos productores realizan una mezcla de Burdeos mientras que otros siguen el ejemplo australiano mezclándola con la syrah. Los primeros ejemplares de vino de cabernet sauvignon sudafricano se produjeron con uvas plantadas en viñedos de zonas más frías de lo ideal, creándose vinos muy herbáceos y con las notas distintivas a pimiento verde. A mediados de los años 1990, se puso más énfasis en cosechar la uva cuando hubiera madurado por completo, y se introdujeron nuevos clones que producían unas uvas más maduras y más dulces. A causa de la localización de los viñedos y la edad de las vides, han empezado a aparecer varios estilos regionales: la región de Stellenbosch se destaca por vinos pesados y con mucho cuerpo mientras que los vinos de Constantia se caracterizan por sus sabores herbales y a menta.
En Nueva Zelanda, el clima ha sido un desafío para la búsqueda de regiones vitícolas adecuadas para la producción de la cabernet sauvignon. La mayor parte de la industria se ha centrado en North Island. La región de la bahía Hawkes fue la primera en hacer un importante esfuerzo en la producción de cabernet sauvignon, pero el clima frío de la región, unido a los altos rendimientos y a los fértiles suelos aluviales, produce vinos que siguen marcados por sabores verdes y vegetales agresivos. Además se añade un enfoque en el manejo de la canopia, para darle a las uvas más luz solar quitando el exceso de follaje, disminuyendo el vigor de los portainjertos y con la poda para dar rendimientos más bajos y producir mejores resultados. La uva a veces se mezcla con merlot para ayudar a compensar el clima del terruño. Otras regiones de Nueva Zelanda se han renovado para producir un vino distinto de cabernet sauvignon: las regiones de Gimblett Road y de Havelock North de la bahía Hawkes con sus suelos cálidos de grava, han comenzado a lograr notoriedad, al igual que los de Waiheke Island, cerca de Auckland. A pesar de todo, la uva se encuentra muy lejos de la pinot noir en las plantaciones de uvas neozelandesas.

## Popularidad y críticas
En el siglo XX, la cabernet sauvignon ha disfrutado de la popularidad de una "uva noble" en el mundo del vino. Por su éxito histórico en Burdeos y en regiones del Nuevo Mundo (como California y Australia) las plantaciones de esta uva se han considerado una opción sólida para todas las regiones vitícolas que son lo suficientemente cálidas. Los consumidores de cabernet lo consideran un vino familiar y accesible. En los años 80 la industria vinícola búlgara pasó al mercado internacional del vino por su éxito con los vinos de cabernet sauvignon. La extensa popularidad de Burdeos ha contribuido a criticar a la variedad por su papel como "uva colonizadora", por ser plantada en regiones vinícolas emergentes a expensas de las variedades locales únicas. En algunas regiones con abundantes uvas locales, como Portugal, se ha ignorado a la cabernet sauvignon, buscando rejuvenecer su industria vinícola más allá de la producción de vino de Oporto.

## Estilos de los vinos

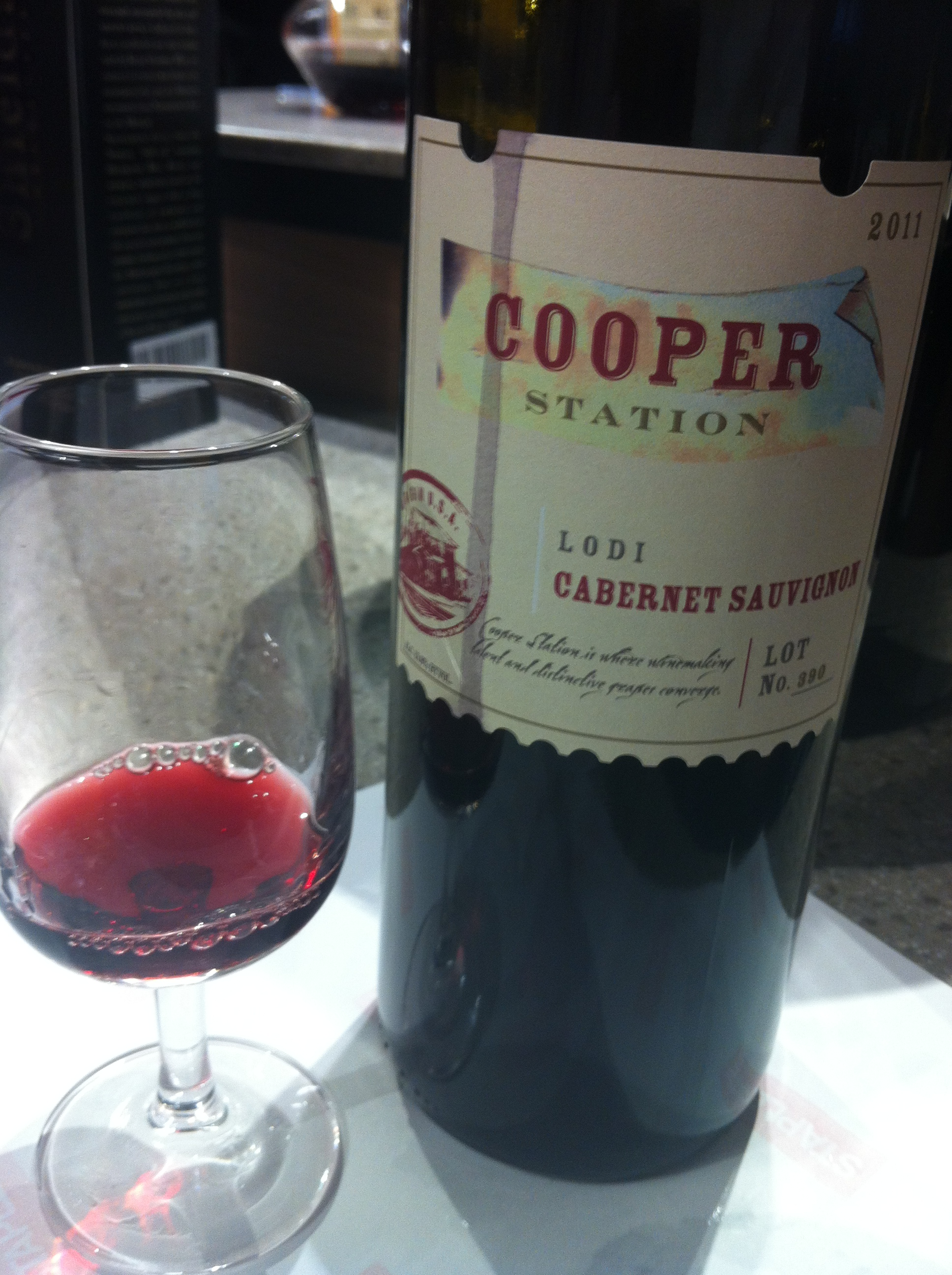
Los vinos del Nuevo Mundo de cabernet sauvignon, como este de la región de Lodi de California, tienen a menudo sabores más pronunciados a fruta madura que los vinos europeos de regiones como Burdeos.

El estilo de la cabernet sauvignon está muy influenciado por la madurez de las uvas en el momento de la cosecha. Mientras menos maduras están, mayor es su contenido de pirazinas y pueden exhibir sabores pronunciados a pimiento verde y a vegetales. Cuando es cosechada demasiado madura, los vinos pueden tomar sabores amermelados y pueden tener aromas a grosellas negras guisadas. Algunos viticultores escogen cosechan sus uvas en diferentes niveles de madurez para incorporar diferentes elementos y añadirle más complejidad al vino. Cuando el vino de cabernet sauvignon es joven, normalmente exhibe un fuerte sabor a cerezas negras y a ciruela.
El aroma a grosella negra es una de las características más distintivas del cabernet sauvignon, ya que está presente en casi todos los estilos de ese vino en el mundo. Los estilos de ciertas regiones y de ciertos productores pueden también tener aromas a eucalipto, menta y tabaco. A medida que los vinos envejecen pueden desarrollar aromas a cedro, caja de puros y a virutas de lápiz. Generalmente, los vinos del Nuevo Mundo tienen notas afrutadas pronunciadas mientras que los europeos pueden ser más austeros y tener un carácter terroso.

### Actitud para la crianza
En los siglos XIX y XX, buena parte de la reputación de la cabernet sauvignon se construyó sobre su habilidad para envejecer en la botella. Además de suavizar sus austeros taninos, los vinos de cabernet envejecidos pueden hacer emerger aromas y sabores y añadir complejidad a los vinos. Históricamente, este fue un rasgo que caracterizó a los ejemplares premium de Burdeos de añadas favorables teniendo el potencial de aguantar durante un siglo, pero los productores del mundo han desarrollado estilos que podrían envejecer y desarrollar el vino algunas décadas. Incluso dada su habilidad para envejecer, algunos vinos de cabernet sauvignon pueden seguir siendo aprovechables unos pocos años después de su envejecimiento. En Burdeos, los taninos de los vinos tienden a suavizarse después de diez años y pueden pasar una década más dependiendo del productor y de la añada. Algunos cabernet españoles e italianos necesitan un tiempo similar a los de Burdeos para desarrollarse pero muchos ejemplares se hacen para beberse antes.
Mientras que los cabernet del Nuevo Mundo se caracterizan por ser bebibles antes que los de Burdeos, los productores de vinos premium como los vinos de culto californianos siguen produciendo vinos que necesitan tiempo para envejecer y desarrollarse durante dos o tres décadas. A pesar de todo, la mayoría de los cabernet californianos necesitan al menos diez años para desarrollarse aunque algunos son aprovechables después de los dos a cinco años. Los vinos de Nueva Zelanda suelen ser consumidos jóvenes y a menudo mantienen su sabor herbáceo aunque hayan pasado bastante tiempo en la botella. Los cabernet sudamericanos tienen sabores afrutados muy pronunciados cuando son jóvenes y los ejemplares mejor realizados mantienen algunos de estos sabores cuando envejecen. Los vinos sudafricanos tienden a favorecer los estilos europeos y normalmente requieren de seis a ocho años antes de que puedan desarrollar nuevos sabores.

## Acompañamiento de la comida

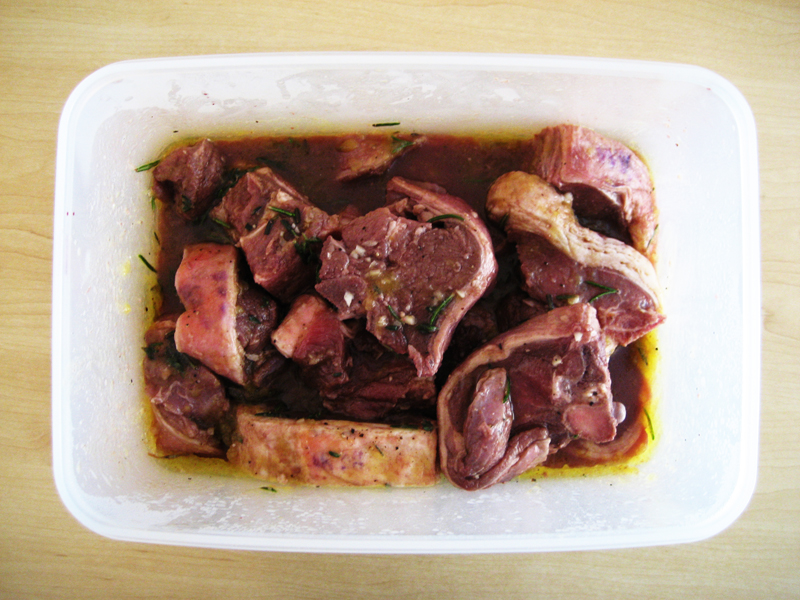
Las carnes rojas grasientas, como el cordero, compaginan bien con el vino de cabernet sauvignon debido a la habilidad de las proteínas y grasas para neutralizar las cualidades taínicas del vino.

El vino de cabernet sauvignon es muy audaz y asertivo y puede abrumar con platos ligeros y delicados. Su alto contenido de taninos, las influencias de roble y los niveles altos de alcohol asociados con muchos estilos regionales juegan un papel importante al influir en cómo acompaña el vino con diferentes alimentos. Cuando es joven puede acompañarse con cualquier cosa pero a medida que el vino envejece se hace más meloso y se abren posibilidades para combinarlo con diferentes platos. Normalmente, su cuerpo y su nivel de alcohol se evalúan con respecto a la pesadez de la comida. El vino con mucho alcohol no combina bien con platos picantes debido al nivel de capsaicinas presentes en las especias como el chile, que se ven reforzadas con el alcohol y acentúan la amargura de los taninos. Las especias más suaves, como la pimienta negra, acompañan mejor debido a su habilidad para minimizar la percepción de los taninos, como ocurre cuando el cabernet sauvignon acompaña a carnes aderezadas con pimienta.
Las grasas y las proteínas reducen la percepción de los taninos en el paladar. Cuando el cabernet sauvignon se acompaña con carnes o platos con salsas pesadas y mantecosas, los taninos se neutralizan, permitiendo que los sabores afrutados del vino se aprecien más. En contraste con esto, las comidas con almidón como la pasta y el arroz tienen muy poco efecto sobre los taninos. Los taninos también se pueden contrarrestar con alimentos amargos como la achicoria o la endibia, o con métodos de cocción que impliquen el chamuscado, como la parrilla. A medida que el vino envejece los taninos disminuyen y el vino de cabernet sauvignon emparejará mejor con platos más sutiles y menos amargos. Las influencias del roble en el vino se pueden combatir con métodos de cocción como la parrilla, el ahumado o la plancha. Los platos que incluyen aromas relacionados con el roble normalmente emparejan con el cabernet sauvignon, como el eneldo, el azúcar moreno, la nuez moscada y la vainilla.
Los diferentes estilos del vino de cabernet sauvignon según la región de la que provinen también pueden influenciar en cómo acompaña con ciertas comidas. Los vinos europeos, como el de Burdeos, tienen influencias más "terrosas" que acompañan bien con las setas. Los vinos de climas más fríos que tienen notas herbáceas pueden acompañar bien a verduras y ensaladas. Los vinos del Nuevo Mundo, con más sabores afrutados que pueden ser percibidos como dulces, emparejan mejor con platos atrevidos que tienen influencias de distintos sabores. Mientras que el cabernet sauvignon tiene potencial para acompañar bien al chocolate negro, no acompaña bien al dulce chocolate con leche. Este vino suele acompañar bien a quesos como el cheddar, la mozzarella y el brie, pero combina especialmente bien con el queso azul.

## Beneficios para la salud
En el año 2006, la Federación de Sociedades Americanas para la Experimentación Biológica publicó el resultado de estudios realizados en la Escuela de Medicina Ichan del Monte Sinaí que mostraban la relación beneficiosa entre el resveratrol, un componente que se encuentra en todos los vinos tintos, en la reducción de factores de riesgo asociados con el alzehimer. El estudio mostró que el resveratrol encontrado en el cabernet sauvignon podía reducir los niveles de los péptidos amyloid beta, que atacan las células del cerebro y son parte de la etiología del alzehimer. También se ha demostrado que el resveratrol promueve el desmonte de los péptidos amyloid-beta. También se ha demostrado que los extractos no alcohólicos del cabernet sauvignon protegen a las ratas de la isquemia y de la reperfusión.